# Эллер, Кассия
Ка́ссия Режа́не Э́ллер (порт. Cássia Rejane Eller; 10 декабря 1962, Рио-де-Жанейро — 29 декабря 2001, Рио-де-Жанейро) — бразильская певица и рок-музыкант. Занимает 40-е место в списке 100 величайших исполнителей бразильской музыки по версии журнала Rolling Stone Brasil и 18-е место в списке 100 величайших голосов бразильской музыки по версии того же журнала.

## Биография
Проведя большую часть юности в городе Бразилиа, Кассия Эллер бросила школу и вернулась в свой родной Рио-де-Жанейро, где вскоре начала музыкальную карьеру. В 1990 году с выходом своего дебютного альбома Cássia Eller она стала звездой местного андеграунда. Помимо прочих вещей, в альбом входила «Rubens» — весьма двусмысленная любовная песня, тут же запрещённая властями. Следующий её релиз E.C.T. (1992) впоследствии был назван «полем битвы за сексуальную свободу».
В 1993 году Кассия родила сына Франсишку «Шикана» (Chicão) Эллера. В том же году она объявила общественности о своей многолетней связи с Марией Евгенией Виэйрой Мартинш. Свой камин-аут она объяснила тем, что не желает, чтобы её сын рос в атмосфере сплетен о своей матери. Будучи одной из наиболее известных бразильских артисток-лесбиянок, Эллер неоднократно удостаивалась прозвища «южноамериканская Мелисса Этеридж».
Помимо своего глубокого, хриплого голоса, Кассия Эллер получила известность благодаря дерзкому поведению на публике: она часто выбривала себе ирокез, а на телешоу неоднократно обнажала грудь. Она снялась обнажённой для оформления буклета к своему «звёздному» альбому Com Você… Meu Mundo Ficaria Completo (1999). Эта пластинка немедленно завоевала «золотой» статус, принеся Эллер победу в Latin Grammy Award в номинации «Лучший бразильский рок-альбом». Ещё одну награду она получила за свою кавер-версию песни Нанду Реиша «O Segundo Sol». Впоследствии эта песня вошла в альбом Acústico MTV (2001) — запись концерта на бразильском канале MTV, также ставшую «золотой».
Кассия Эллер умерла 29 декабря 2001 года в возрасте 39 лет. Она была доставлена в больницу Рио-де-Жанейро в состоянии болезненного возбуждения и дезориентации; в этом состоянии она перенесла серию сердечных приступов. Экспертиза показала, что причиной смерти стало состояние сердца Эллер, а не наркотики. Опекуншей её сына Франсишку стала Евгения Мартинш, которая была партнёршей Эллер в течение четырнадцати лет: это право она получила в результате длившегося почти год судебного процесса с бабушкой мальчика Альтаир Эллер.

## Дискография
- Cássia Eller (1990)
- O Marginal (1992)
- Cássia Eller (1994)
- Cássia Eller Ao Vivo (1996) (концертный)
- Veneno AntiMonotonia (1997)
- Veneno Vivo (1998) (концертный)
- Com Você… Meu Mundo Ficaria Completo (1999)
- Acústico MTV (2001) (концертный)
- Dez de Dezembro (2002)
- Rock in Rio: Cássia Eller Ao Vivo (2006) (концертный)